# Борисов, Владислав Владимирович
Владислав Владимирович Борисов (род. 5 сентября 1978 года, Нарьян-Мар) — российский трековый и шоссейный велогонщик, до 2011 года включительно выступавший за «Amore & Vita - Conad». В 1996 году стал чемпионом мира среди юниоров в гонке по очкам, через 3 года завоевал бронзовую медаль чемпионата мира в командной гонке преследования. Чемпион России 2007 года в групповой гонке на шоссе, ещё дважды завоёвывал «бронзу» чемпионата в  гонке с раздельным стартом. Участник Олимпийских Игр в Сиднее (2000 г.)и в Афинах (2004 г.)

## Достижения

### Трек
1996
- Чемпион мира среди юниоров в гонке по очкам

1999
- 3-й на чемпионате мира в командной гонке преследования

### Шоссе
1997
- Победа на Вуэльте Мадрида

1999
- Победа на Вуэльте Тачиры

2001
- Победа на 7-м этапе Тура Польши
- 3-й на Мемориале Мануэля Галеры

2002
- Победа на Кеттлер Классик-Зюдкарнтен

2003
- 3-й на Чемпионате России в гонке с раздельным стартом

2005
- 2-й на 3-м этапе Boucles de la Mayenne Ernee , Francia
- 2-й в общем зачёте Пяти колец Москвы
- 3-й на Чемпионате России в гонке с раздельным стартом
- Победа на 4-м этапе Пяти колец Москвы
- Победа на 1-м этапе Tour of Qinghai Lake Xining , Cina
- Победа на 2-м этапе Париж — Коррез
- Победа на 2-м этапе Тура Словакии

2006
- 3-й на Мемориале Олега Дьяченко

2007
- Чемпион России в групповой гонке на шоссе

2008
- 3-й на Коппа Бернокки

2010
- 2-й на Трофео Мелинда

2011
- Победа на Challenge du Prince - Trophée de la Maison Royale Azrou, Марокко